# Zapoteci

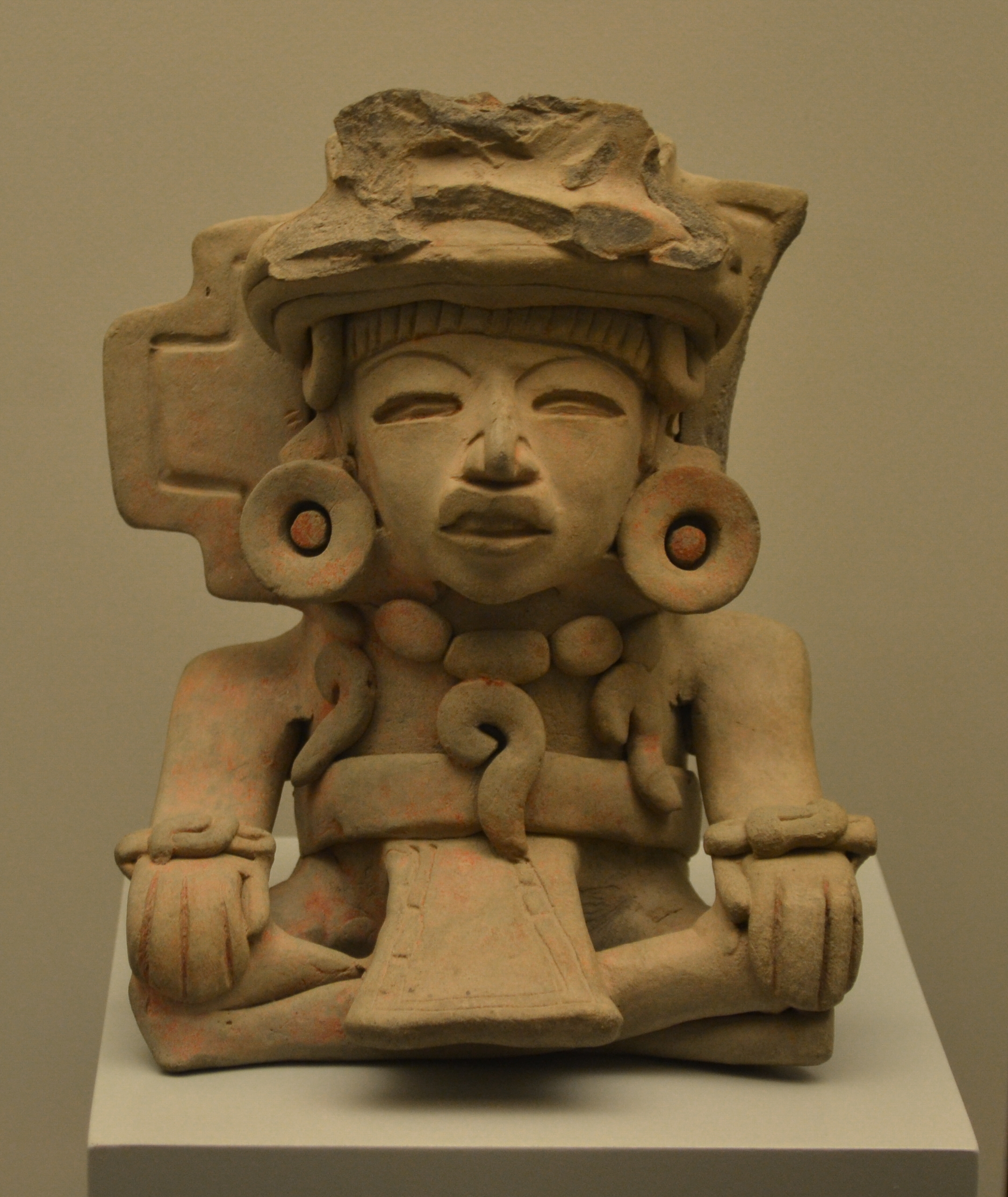
Urnă zapotecă antropomorfă care datează din aproximativ 100 e.n. - 700 e.n.

Civilizația zapotecă a fost o civilizație indigenă pre-columbiană care s-a dezvoltat în Valea Oaxaca din sudul Mesoamericii. Dovezile arheologice indică faptul că cultura lor are cel puțin 2.500 de ani. Ei au lăsat dovezi arheologice în jurul orașului antic Monte Albán, clădiri, terenuri de jocuri cu bile, morminte magnifice și bunuri gravate printre care bijuterii din aur fin lucrate. Monte Albán a fost unul dintre primele orașe majore din Mesoamerica și centru al unui stat zapotec care a dominat o mare parte din ceea ce este acum statul mexican Oaxaca.